# Рот, Боб
Боб Рот (род. 10 октября 1950, Вашингтон) — американский преподаватель трансцендентальной медитации. Является генеральным директором фонда Дэвида Линча и директором Центра эффективности лидерства.

## Ранние годы
Родился 10 октября 1950 года в Вашингтоне. Отец врач-радиолог Мералл Рот, мать — Сьюзан Рот, учитель. Учился в средней школе Редвуда в Ларкспуре, Калифорния; окончил Калифорнийский университет в Беркли.

## Карьера
Является генеральным директором фонда Дэвида Линча и долгие годы преподает трансцендентальную медитацию. Среди его учеников, в том числе, тысячи учащихся из бедных семей, ветераны вооруженных сил, женщины и дети, пережившие насилие в семье, а также многочисленные знаменитости, такие как Том Хэнкс, Опра Уинфри, Хью Джекман, Мартин Скорсезе, Кэти Перри, Рассел Брэнд и другие.
Сам Рот изучил трансцендентальную медитацию в Беркли в 1969 году . В 1972 году ездил в Испанию, где брал уроки у Махариши Махеш Йоги. После шести месяцев обучения Рот сам стал учителем трансцендентальной медитации.
Является автором книги " Maharishi Mahesh Yogi’s Transcendental Meditation и бестселлера New York Times 2018 года «Strength in Stillness: The Power of Transcendental Meditation». В качестве генерального директора фонда Дэвида Линча Рот помог изучить трансцендентальную медитацию более чем миллиону учеников в школах с недостаточным уровнем обеспеченности в 35 странах, ветеранам вооруженных сил и их семьям, страдающим от посттравматического стресса, а также женщинам и детям, пережившим домашнее насилие. Руководит Центром здоровья и благополучия, который предоставляет уроки медитации компаниям из списка Fortune 100, правительственным учреждениям и некоммерческим организациям. Является ведущим подкаста iHeartRadio «Stay Calm». Выступал с лекциями о «науке медитации» для лидеров на таких встречах, как Google Zeitgeist, Aspen Ideas Festival, Aspen Brain Conference, Wisdom 2.0, Summit, Global Wellness Summit и CURA’s Unite To Cure в Ватикане.

## Личная жизнь
Проживает в Нью-Йорке. Имеет троих братьев. Выросший в районе залива Сан-Франциско, болеет за местные команды Сан-Франциско Джайентс и Голден Стэйт Уорриорз. В молодости увлекался игрой Уилли Мэйса.

## Награды
В 2015 году был удостоен награды Disruptor Award от Tribeca Disruptive Innovation Awards за новаторскую работу Фонда Дэвида Линча.

### Комментарии
1. ↑  В 2021 году книга вышла на русском.

### Сноски
1. ↑  (2018). Retrieved January 29, 2018, from https://www.davidlynchfoundation.org/board-of-directors.html Архивная копия от 10 июня 2021 на Wayback Machine
2. ↑  (2016). Retrieved January 29, 2018, from https://www.tmbusiness.org/about-clp/our-team/ Архивная копия от 10 июня 2021 на Wayback Machine
3. 1 2  Wolfe, A. (2017, June 30). Transcendental Meditation for Everyone. Wall Street Journal. https://www.wsj.com/articles/transcendental-meditation-for-everyone-1498842465 Архивная копия от 10 июня 2021 на Wayback Machine
4. ↑  (1965, June 23). Redwood Hi-Notes. Sausalito News. https://cdnc.ucr.edu/cgi-bin/cdnc?a=d&d=SN19650623.2.95 Архивная копия от 10 июня 2021 на Wayback Machine
5. ↑  O’Connell, P.M. (2017, January 2). Can in-school meditation help curb youth violence? Chicago Tribune. http://www.chicagotribune.com/news/ct-classroom-meditation-disadvantaged-students-met-20161231-story.html Архивная копия от 14 июня 2021 на Wayback Machine
6. ↑  (2018). Retrieved January 29, 2018, from https://www.davidlynchfoundation.org/research.html#veterans Архивная копия от 10 июня 2021 на Wayback Machine
7. ↑  (2018). Retrieved January 29, 2018, from https://www.davidlynchfoundation.org/women.html Архивная копия от 10 июня 2021 на Wayback Machine
8. ↑  Aleksander, I. (2011, March 18). Look Who’s Meditating Now. The New York Times. https://www.nytimes.com/2011/03/20/fashion/20TM.html Архивная копия от 15 марта 2017 на Wayback Machine
9. ↑  Hartman, E. (2017, April 14). What Is Transcendental Meditation? Katy Perry’s Teacher Explains Hollywood’s Favorite Pathway to Inner Peace. Vogue. https://www.vogue.com/article/what-is-transcendental-meditation-katy-perry-lena-dunham-benefits-differences-cost-anxiety Архивная копия от 10 июня 2021 на Wayback Machine
10. ↑  Roth, B. (2013, October 24). Bob Roth: ‘The tipping point has tipped’. https://tmhome.com/experiences/bob-roth-the-tipping-point-has-tipped Архивная копия от 10 июня 2021 на Wayback Machine
11. ↑  TMhome. (2013, September 3). Transcendental Meditation by Bob Roth. Transcendental Meditation News & More. https://tmhome.com/books-videos/bob-roth-intro-to-tm-book-review/ Архивная копия от 10 июня 2021 на Wayback Machine
12. ↑  Publisher’s Weekly. Strength in Stillness: The Power of Transcendental Meditation. https://www.publishersweekly.com/978-1-5011-6121-6 Архивная копия от 10 июня 2021 на Wayback Machine
13. ↑  Disruptor Awards. (2017, January 19). Bob Roth — David Lynch Foundation. Retrieved from https://www.disruptorawards.com/2015-honoree-blog/2017/1/19/bob-roth-david-lynch-foundation Архивная копия от 10 июня 2021 на Wayback Machine